# László Botka
László Botka (* 21. únor 1973, Tiszaföldvár) je maďarský politik, bývalý člen a vysoký funkcionář Maďarské socialistické strany, od roku 2002 starosta města Segedín, poslanec parlamentu v letech 1994–1998 a 2002–2014. V lednu 2017 byl navržen jako potenciální kandidát MSZP na post předsedy vlády pro parlamentní volby 2018.

## Původ a studia
László Botka se narodil v roce 1973 v Tiszaföldváru do učitelské rodiny. Má mladšího bratra Pétera Lajose (* 1979). Jeho matka Julianna Mária Lukács (* 1949) pracovala jako učitelka fyziky a chemie, od roku 1985 byla ředitelkou Varga Katalin Gimnázium. V roce 1995 se stala zastupitelkou města Szolnok. Jeho otec Lajos László Botka (* 1947) působil jako profesor fyziky a chemie na Széchenyi István Gimnázium v Szolnoku. Jejich rodina pochází z oblasti Sikulska a do města Mártfű se přestěhovala na konci druhé světové války.
Základní a střední školu absolvoval v Szolnoku. V roce 1991 odmaturoval na Varga Katalin Gimnázium. Poté nastoupil na Fakultu státu a práva Univerzity Józsefa Attily (dnes Szegedi Tudományegyetem), kde roku 1997 složil státní zkoušku a roku 2000 odbornou zkoušku.

## Politická kariéra
Od roku 1991 je členem levicové Maďarské socialistické strany (MSZP). Poprvé uspěl již v parlamentních volbách 1994, kdy byl zvolen poslancem Zemského shromáždění v jednomandátovém obvodu župy Csongrád č. 3 se sídlem v Segedína. V témže volebním obvodu byl zvolen poslancem i v parlamentních volbách 2002 a 2006.
Velký úspěch zaznamenal v komunálních volbách 2002, kdy byl ve věku 29 let zvolen starostou města s župním právem Szeged. O jeho popularitě svědčí fakt, že ve všech následujících komunálních volbách 2006, 2010 a 2014 byl opakovaně zvolen.
V parlamentních volbách 2006 byl opět zvolen poslancem parlamentu v jednomandátovém obvodu. V parlamentních volbách 2010 získal mandát poslance z obvodní kandidátní listiny župy Csongrád. V parlamentních volbách 2014 kandidoval na celostátní kandidátce MSZP, byl zvolen poslancem, mandátu se však 16. října 2014 vzdal.
V lednu 2017 oznámila MSZP prostřednictvím svého předsedy Gyuly Molnára, že László Botka je ideálním stranickým kandidátem na post premiéra pro parlamentní volby 2018. V roce 2019 ukončil své členství v MSZP. 

## Soukromý život
Botka je ženatý s onkologickou lékařkou Dr. Andreou Lugosi. Žijí v Segedínu a mají spolu tři dcery: Zsófia Erzsébet (* 2000), Veronika Julianna (* 2003) a Valéria (* 2008).